# Brothers in Rhythm
I Brothers in Rhythm (o BIR) sono un gruppo musicale house fondato dai disc jockey Steve Anderson e Dave Seaman.
Il singolo Such a Good Feeling è arrivato in prima posizione nella classifica Hot Dance Club Play della rivista Billboard.

## Formazione
- Alan Bremner
- Dave Seaman
- Steve Anderson

## Discografia

### Maxi singoli (12")
- 1991 - Such A Good Feeling/Peace And Harmony (4th & Broadway)
- 1994 - Remix Culture. 150th Anniversary Bonus Issue (feat. Junior Vasquez, DMC)
- 1997 - Reinventions (feat. Sunday Club/Charvoni/Daphne, Stress Records)
- 2003 - Forever and a Day/The Mighty Ming/Ming's Incredible Disco Machine (feat. Brothers Love Dubs, Simply Vinyl (S12))

### Remix
- Mixmag Live! Vol. 10 (feat. Masters At Work)

### Singoli
- 1990 - Peace and Harmony (4th & Broadway)
- 1991 - Such a Good Feeling (4th & Broadway)
- 1994 - Forever and a Day (feat. Charvoni, Epic Dance)
- 1999 - Dreaming in Colour (feat. Art Of Noise, ZTT)